# Abisara disparilis
Abisara disparilis är en fjärilsart som beskrevs av Riley 1945. Abisara disparilis ingår i släktet Abisara och familjen Riodinidae. Inga underarter finns listade i Catalogue of Life.